# Slid (maskindel)
En slid är ett rörligt maskinelement som kan glida mot ett annat, fast, maskinelement. De bägge glidytorna är plana eller enkelkrökta. I ventiler (vridslidventiler) kan en slid användas till att öppna eller stänga till flödets väg genom ventilen.